# Obere Tunguska
Obere Tunguska (russisch Верхняя Тунгуска – Werchnjaja Tunguska) ist der Name, den die Jenisseisker Kosaken dem Unterlauf der Angara (burjatischer Name) gaben. Sie hielten die Obere Tunguska und die Angara für unterschiedliche Flüsse. Der Kosak und Abenteurer Demid Pjanda entdeckte 1623 auf der Rückreise von einer dreijährigen Expedition, auf der er auch als einer der ersten Russen die  Lena erreichte, dass die Obere Tunguska und die Angara ein und derselbe Fluss sind.